# Forteresse de Gingee
La forteresse de Gingee ou « Senji » (aussi connu sous le nom de Chenji, Chanchi, Jinji ou Senchi) est l'un des derniers forts existant au Tamil Nadu en Inde. Elle se trouve dans le district de Vilupuram, à 147 km de la capitale de l'État Chennai, non loin du Territoire de Pondichéry. 
L'ouvrage est si puissamment fortifié que le roi marathe Shivaji, l'a classé comme la forteresse la plus imprenable de l'Inde et il a été appelé la Troie de l'Orient par les Britanniques.  
Le fort est étroitement lié au raja Tej Singh, qui s'est révolté sans succès contre le nabab d'Arkât et a fini par perdre la vie dans une bataille.

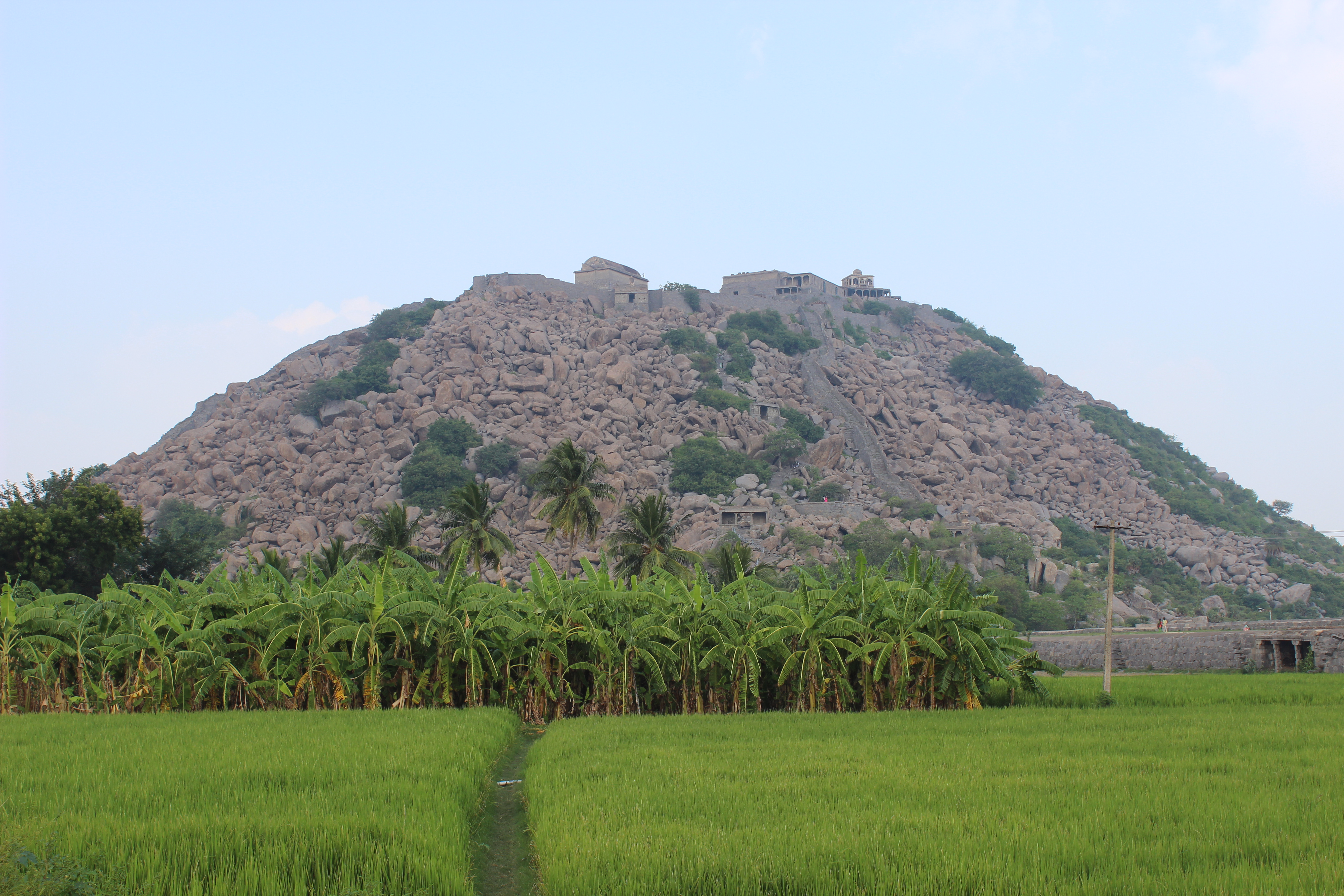
Le fort vu de la route

Le fort est entretenu et administré par l'ASI (l'Archaeological Survey of India). C'est l’une des destinations touristiques principale du district de Viluppuram. La ville la plus proche avec une gare ferroviaire est Tindivanam et l'aéroport le plus proche est Chennai. Gingee est à 147 km de Chennai et à 64 km de Pondichéry.
Elle est inscrite au patrimoine mondial de l'UNESCO lors de 47e session du Comité du patrimoine mondial à Paris en juillet 2025. La forteresse de Jinji, fortement associée à la formation et à l'expansion de l'empire marathe, est un des sites qui composent l'ensemble des Paysages militaires marathes de l'Inde.

## Légende et étymologie

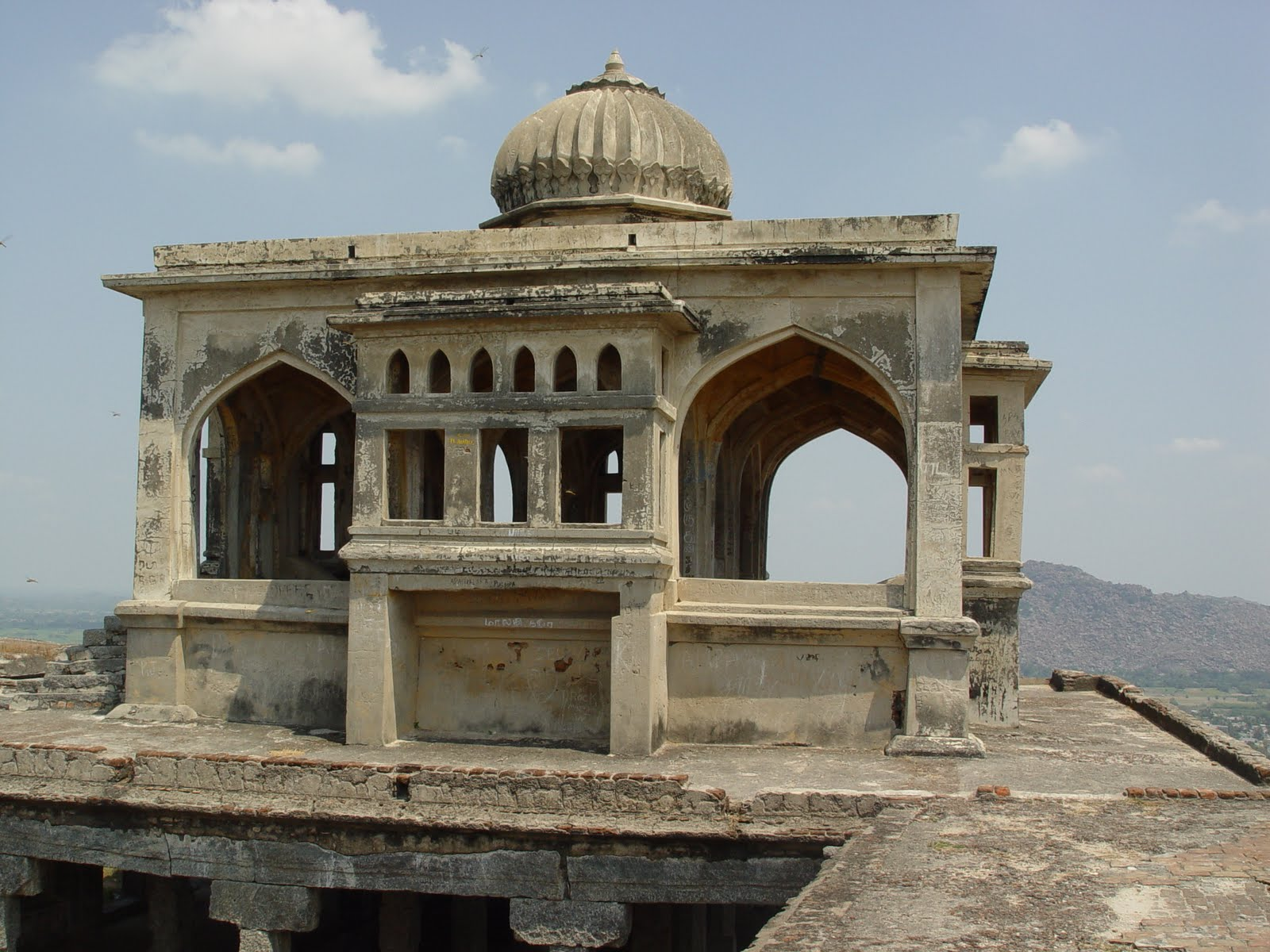
Salle du trône à Krishnagiri

Les Nawabs de Bijapur, qui ont occupé le fort de 1660 à 1677, l'ont appelé Badshabad, tandis que les Marathes qui leur ont succédé l'ont appelé Chandry ou Chindy. Lors de leur prise du fort en 1698, les Moghols l'appelèrent Nusratgadh en l'honneur du Nawab Zulfiqar Khan Nusrat Jung, commandant en chef de l'armée assiégeante. Plus tard, les Anglais et les Français l'appelèrent Gingee ou Jinji. Les premiers documents anglais de Madras donnent l’orthographe Chingee ou Chengey,,.
Selon une légende tamoule, le destin tragique de Raja Tej Singh, populairement connu en langue tamoule sous le nom de Thesingu Raasan, est associé au fort. L'histoire de la vie de Tej Singh et de son général, Mehboob Khan (alias Maavuthukaran), qui étaient amis, a inspiré de nombreux poèmes, pièces de théâtre de rue et d'innombrables récits. Il était le fils de Swarup Singh (un chef de clan Bundelâ) et s'est révolté contre le Nawab d'Arcot. Il a été vaincu et tué lors de la guerre qui a suivi. Bien que Gingee fût devenu une partie du territoire des Nababs en 1714, le jeune et courageux Tej Singh devint une légende et sa vie, son amour et sa fin courageuse mais tragique furent loués sous diverses expressions artistiques.

## Histoire

### Jusqu'auXVesiècle

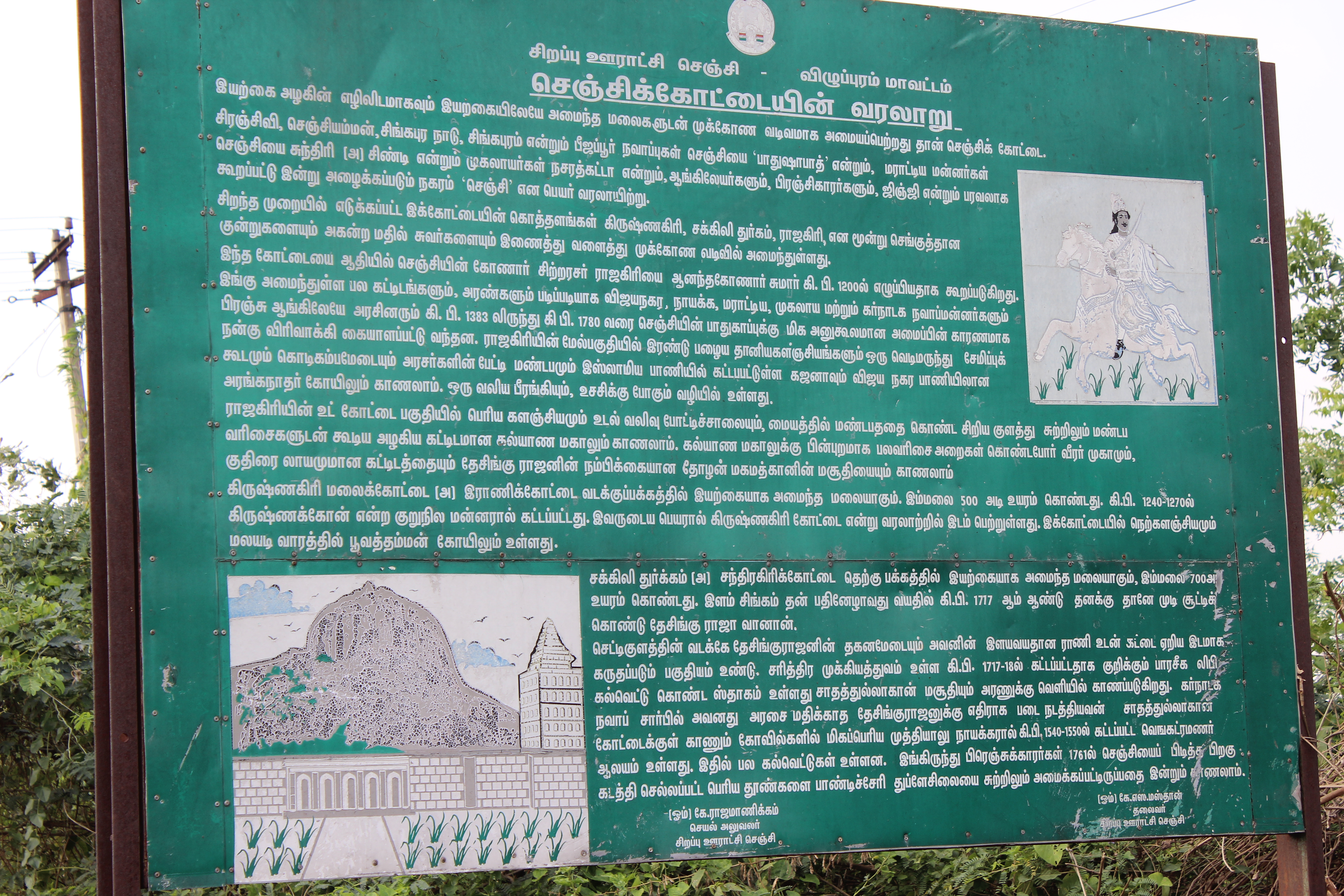
Panneau retraçant l'histoire du fort

La source principale des deux cents premières années de l'histoire du lieu est l'histoire complète des rois carnatiques issue des manuscrits de Mackenzie. Selon l'historien Narayan, un petit village appelé Melacerri, situé à 5 km, s'appelle Old Gingee et possède des traces de fortifications datant d'environ 1200. 
C'est la dynastie Kon qui aurait jeté les bases du fort en 1190, mais la première mention du fort de Gingee se trouve dans une inscription évoquant le roi Chola Vikrama (en) (1118-1133) datée de son dixième anniversaire, et un feudataire Kadava s'appelle le seigneur de Senjiyar (du fort assiégé),. 
À l'origine, c'est le site d'un petit fort construit par les rois de la dynastie des konars et entretenu par la dynastie Chola au IXe siècle. Il fut ensuite modifié par les Rois de Vijayanagar au XIIIe siècle qui en font une citadelle afin de protéger la petite ville de Gingee. C'était aussi le quartier général des Nayaks de Gingee, pendant la domination Nayak dans le nord du Tamil Nadu. 

### DuXVIesiècleauXVIIesiècle
Gingee est ensuite passé entre les mains des différentes dynasties au pouvoir en Inde du Sud, à partir des Cholas.

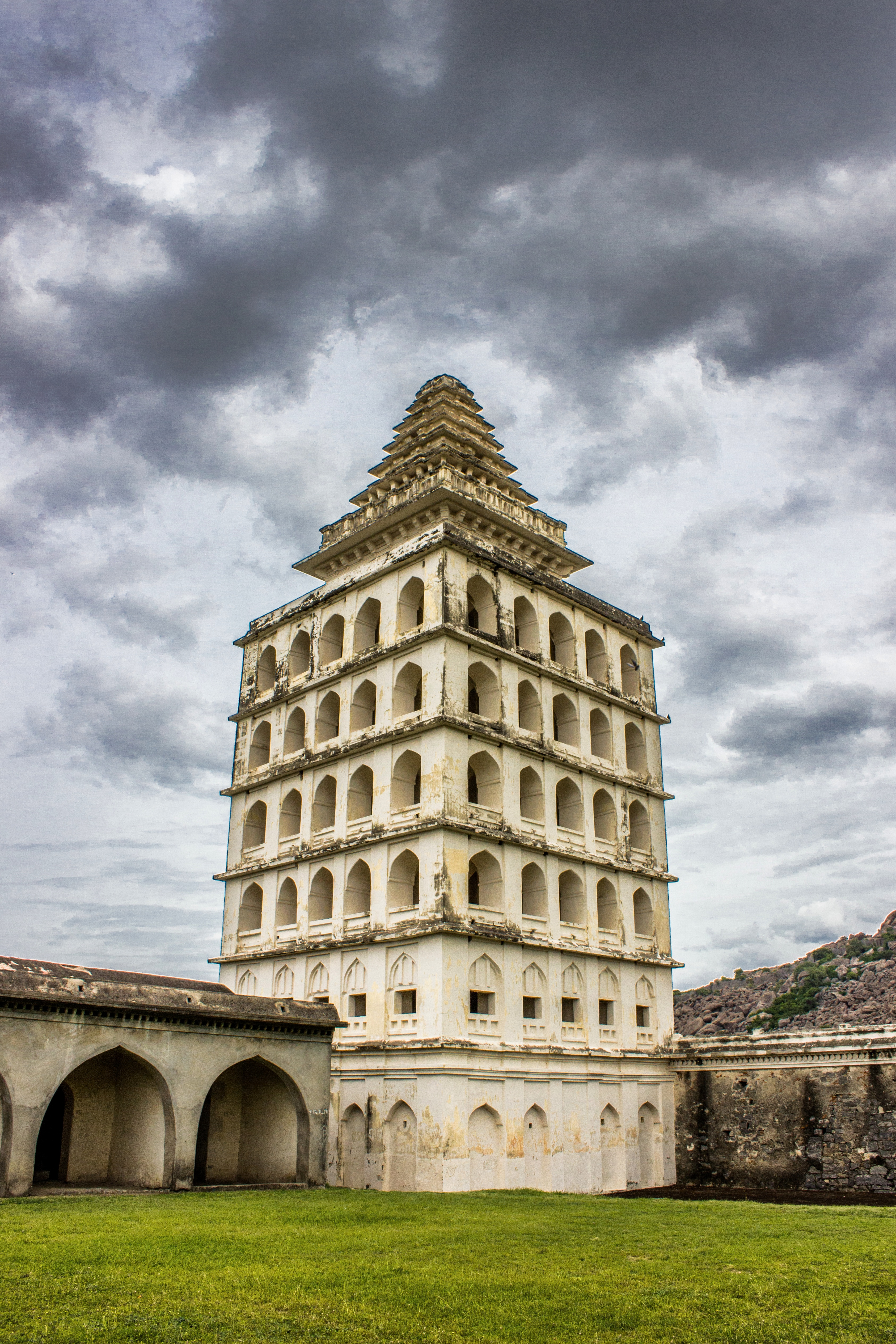
Kalyana Mahal

Selon certaines sources, les fortifications actuelles ont été érigées au cours des XVe siècle et XVIe siècle par les Nayaks de Gingee, les vassaux du royaume Vijayanagara, qui sont ensuite devenus des rois indépendants, les Nayaks de Gingee. En 1638, Gingee est donc sous le contrôle indirect du Sultanat de Bijapur du Vijayanagar. Il organise l'Inde du Sud sous la direction de trois Nayaks placés à la tête de trois régions; Madurai, Thanjavur et Gingee.  Sous les Nayaks, les forts sont renforcés et la ville considérablement agrandie. 
Le fort passa ensuite aux Marathes sous le règne de Shivaji en 1677, puis au sultanat de Bijapur et fut repris par Shivaji. En 1691, la forteresse fut assiégée par les généraux du Moghol Aurangzeb mais fut défendue avec succès par Santajî Ghorpade.
Pendant la campagne d'Aurangzeb, le deuxième fils de Shivaji Chhatrapati Rajaram qui avait pris le trône, s'est enfui à Ginjee et a continué le combat. Le fort fut le siège de l'Empire Marathe pendant quelques mois. Malgré un siège de sept ans les Moghols ne purent s'emparer du fort. 
Le fort fut finalement capturé en 1698, mais pas avant que Chhatrapati Rajaram ne s'échappe.

### L'occupation française et britannique
La triple forteresse de Gingee passe ensuite aux mains de la  Compagnie française des Indes orientales le 11 septembre 1750, enlevée par les troupes de Muzzafer-Sing aidées par les volontaires du général de Bussy-Castelnau. Ils prennent bien soin de sécuriser le fort par une forte garnison, soutenue par de l'artillerie et des munitions en suffisance. À cette époque de nombreux éléments sculpturaux de Gingee sont transférés à Pondichéry par les Français.
Gingee reste fermement en possession de la France jusqu'à la prise de Pondichéry par le général britannique Eyre Coote en 1762. Avec la chute de Gingee, les Français perdent leur dernière possession dans le Carnatique au profit des Raj britanniques.
La forteresse de Gingee retrouve son importance politique, pour la dernière fois de son histoire en 1780, lorsque Haidar Alî sultan de Mysore, aidé par des officiers français compétents, reprend le Carnatic avec une force de 90 000 hommes. Les troupes de Haidar prennent facilement la forteresse en novembre 1780,.  
Les Britanniques la reconquièrent à la fin de la deuxième des quatre guerres de Mysore contre Tipû Sâhib. 
Après cela, Gingee ne subit plus les ravages de la guerre, mais ceux de la décrépitude. Pendant les fréquentes guerres franco-indiennes, le résident britannique souhaite même, mais en vain, que le fort soit démoli.

## Architecture

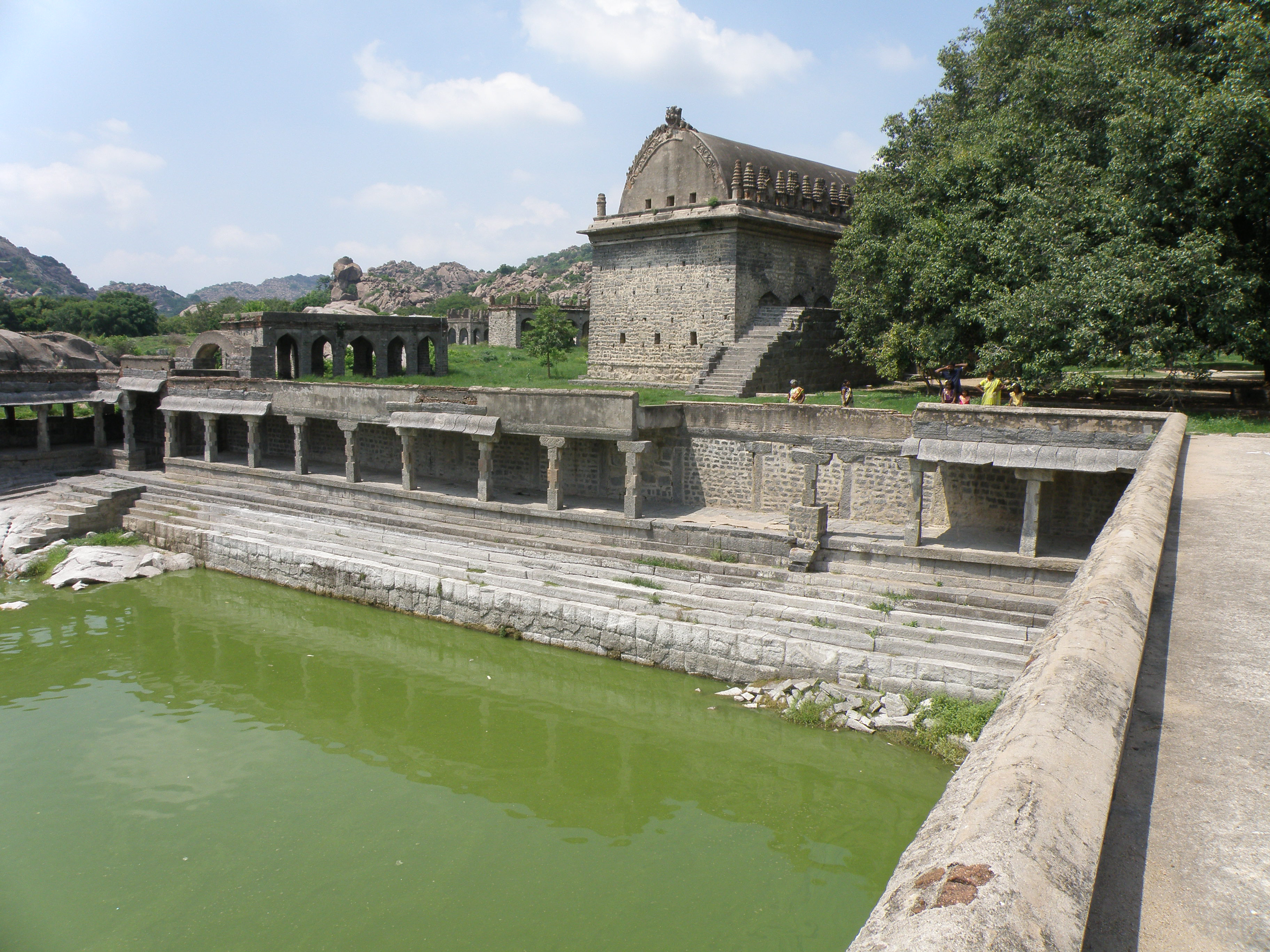
L'étang et l'un des greniers

Le complexe du fort Gingee est situé sur trois collines : Krishnagiri au nord, Rajagiri à l'ouest et Chandrayandurg au sud-est.
Sur chaque colline se trouve une citadelle séparée et autonome. Elles sont reliées, formant ainsi un immense triangle d'un kilomètre du nord au sud, par une muraille ponctuée de bastions et de portes donnant accès aux zones protégées situées au cœur du complexe. Cette muraille de 13 km de long et les trois collines couvrent une zone de 11 km2. 
Le complexe a été construit à une hauteur moyenne de 250 m. Il est protégé par des douves de 25 m de large. Le monument le plus remarquable est le Kalyana Mahal (salle de mariage) de sept étages avec ses deux escaliers intérieurs, mais le complexe comprend également des casernements, une prison, des magasins, des greniers et un temple dédié à la déesse hindoue appelée Chenjiamman. Les fortifications contiennent un étang sacré connu sous le nom d'Aanaikulam. Les murs du fort utilisent les escarpements naturels du terrain accidenté, parsemé d'énormes rochers jusqu'aux flancs des collines de Krishnagiri, Chakkkilidrug et Rajagiri, tandis que les espaces libres ont été défendus par le mur principal qui mesure 6 m d'épaisseur Au sommet des collines, les fortifications sont moins imposantes.
Les ressources en eau, qui sont généralement rares dans les forts du sud de l'Inde, sont très bien gérées dans la citadelle. Il y a deux sources d'eau douce au sommet des collines et en dessous il y a trois réservoirs pour le stockage de l'eau de pluie. L'eau pour le Kalyana Mahal est amenée par des tuyaux en faïence provenant d'un réservoir situé à 150 m.

### Fort de Rajagiri

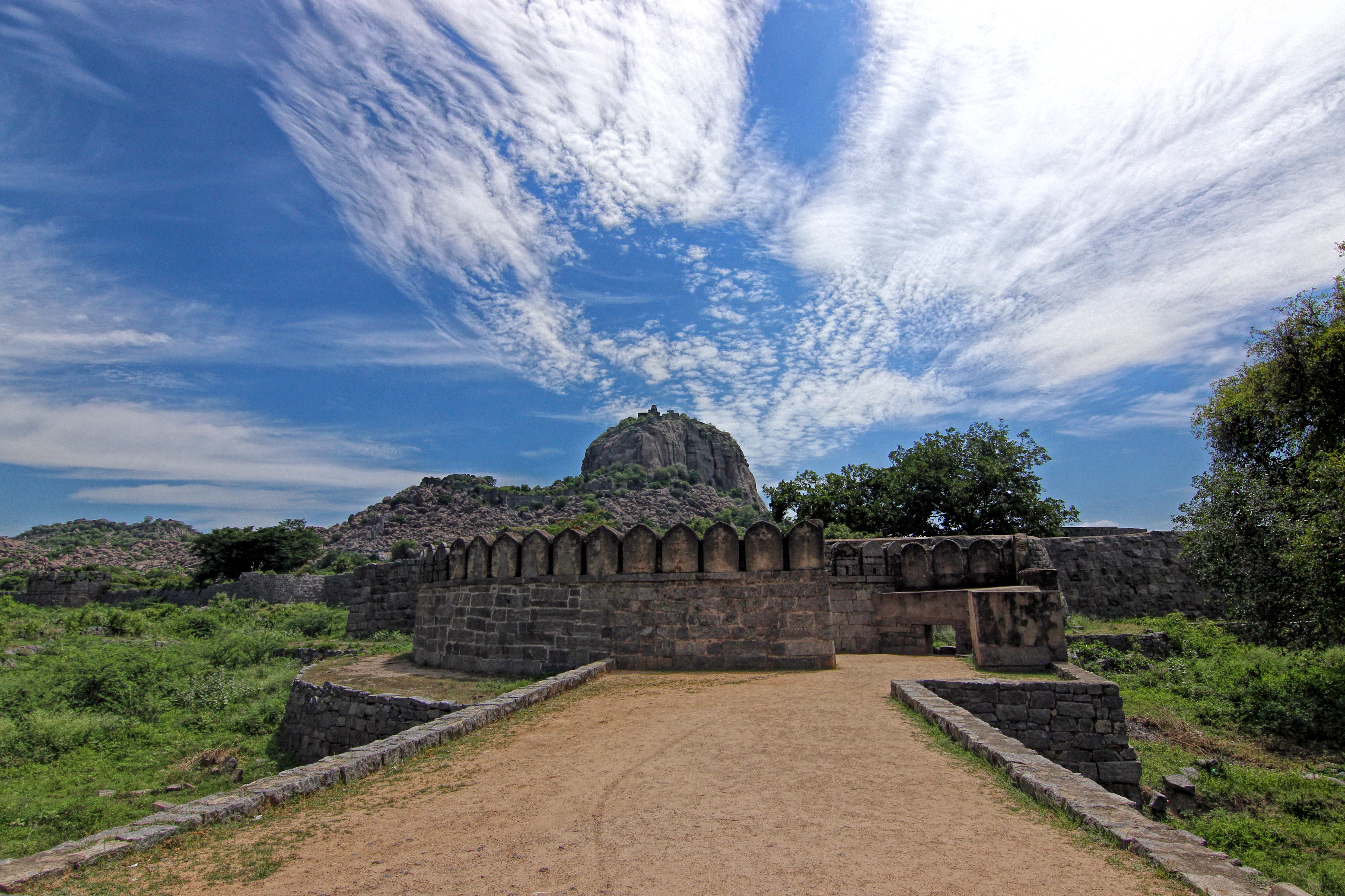
Le fort vue depuis l'entrée

La colline où se trouve le fort principal s'appelle Rajagiri (Kamalagiri ou Anandagiri). C'était l'ouvrage considéré comme le plus imprenable, situé à environ 250 m d'altitude. Son sommet est coupé de toute communication, entouré d'un ravin profond d'environ 10 m de largeur et 18 m de profondeur. Pour entrer dans la citadelle, il fallait traverser ce ravin sur un petit pont-levis en bois.
La colline escarpée où se trouve la forteresse est renforcée par des murs et des passerelles le long de toutes les plates-formes existantes et près des bords abrupts. L'accès à la citadelle se fait par sept portes. Elle comprend des bâtiments importants en dehors des quartiers d'habitation de la cour royale, comme les écuries, les greniers, les salles d'audience pour le public, les temples, les mosquées, les sanctuaires et des pavillons. Le temple Kamalakanni Amman se trouve au sommet de Rajagiri. Selon la légende hindoue, la divinité Kamalakanni serait devenue veuve du roi démon Acalamaccuran après que la déesse Draupadi eut décapité les cent têtes du démon. Le temple de Ranganatha, un clocher, une tour de guet, un canon et le pont levant sont également situés au sommet de la colline.
L'accès à la partie basse du fort s'effectue par la porte d'Arcot ou par la porte de Pondichéry, qui a probablement été améliorée par les Français pendant leur occupation (1751-1761). La prison au sommet de la porte de Pondichéry, la batterie royale, le temple Venkataramanaswami, le temple Pattabhi Ramaswami, la mosquée Sadatulla Khan, les chars Chettikulam et Chakrakulam, la plate-forme où Raja Desingh fut tué sont situés dans cette enceinte. On trouve aussi une grande sculpture d'Hanumān et un puits où les prisonniers condamnés à mort étaient jetés pour y mourir de faim. Le fort intérieur se compose du Kalyana Mahal, des écuries royales, du palais royal (en ruines), du réservoir Anaikulam, de greniers, de magasin et du temple de Venugopalaswami. 
Le musée à l'entrée du fort est géré par l'ASI. Il présente des sculptures des différentes époques et des nombreuses dynasties qui ont régné sur Gingee. Il y a aussi des fusils et des boulets de canon en pierre, éparpillés dans le fort.

### Citadelle de Krishnagiri

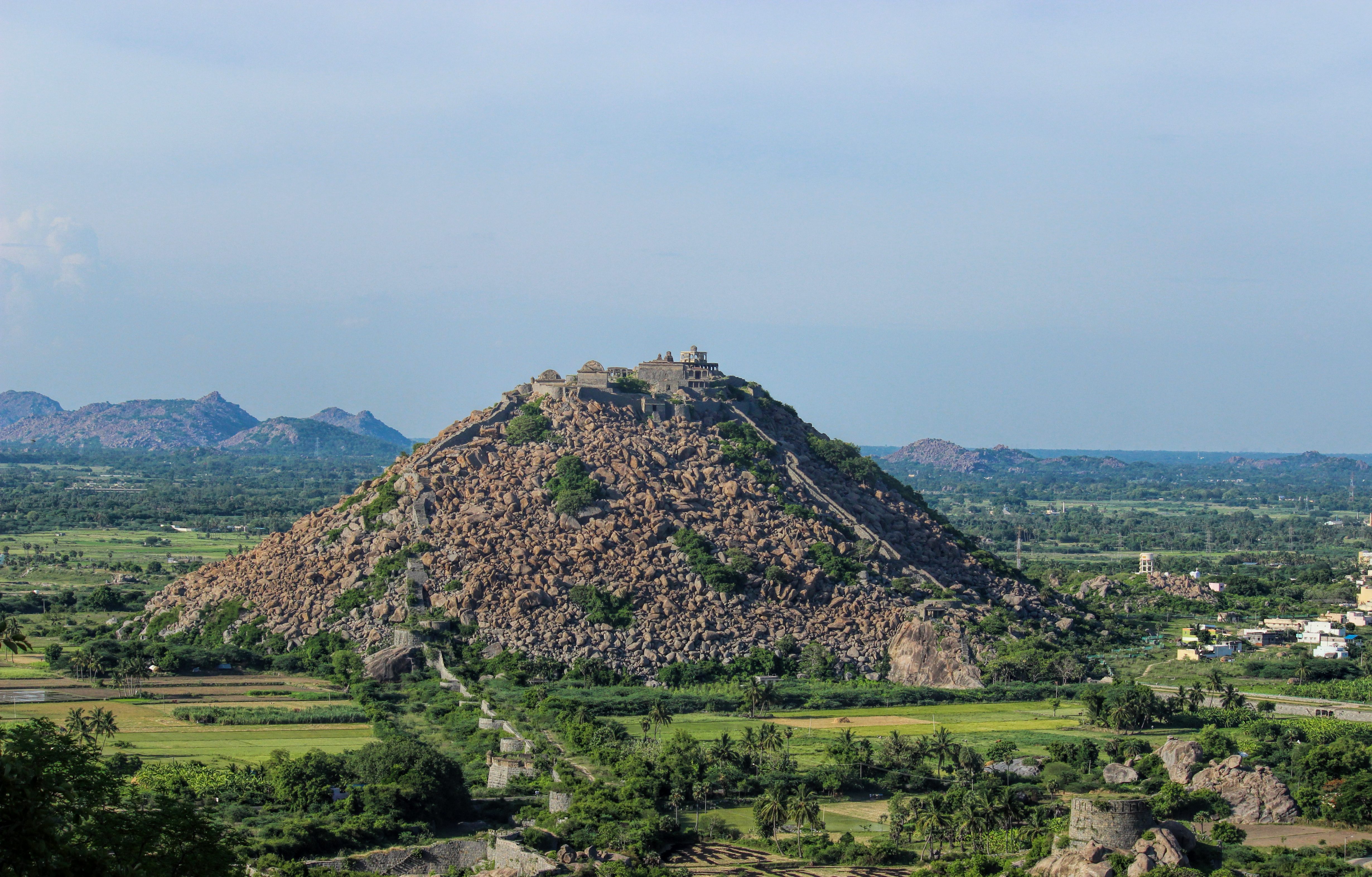
Le Fort de la Reine vu depuis Rajagiri

La deuxième colline importante avec son imposante citadelle est connue sous le nom de Krishnagiri. On l'appelle aussi la Montagne anglaise, peut-être parce que les résidents britanniques ont occupé le fort ici, pendant un certain temps. Le fort de Krishnagiri se trouve au nord de la route vers Tiruvannamalai. Il est plus petit en taille et en hauteur que le fort Rajagiri. Une volée de marches en granit mène à son sommet. Un autre fort relié au Rajagiri par une crête rocheuse basse s'appelle Chandrayan Durg, Chandragiri ou St. George's Mountain. La valeur militaire et stratégique de ce fort a été relativement moindre, mais il possède quelques bâtiments intéressants d'époque tardive.

### Fort de Chakkiliya Durg
Le troisième fort, pour une raison inconnu, est appelé Chakkiliya Durg ou Chamar Tikri - ce qui signifie le fort des Chamars. On ne sait pas pourquoi il porte ce nom. 
Il y a une quatrième colline plus petite et moins importante, Chakkilli Durg, dont le sommet est également bien fortifié. Il ne reste plus grand-chose de Chandrayan Durg, ni de Chakkilli Durg. Leurs flancs sont maintenant complètement recouverts d'arbustes épineux et de rochers.

## Galerie

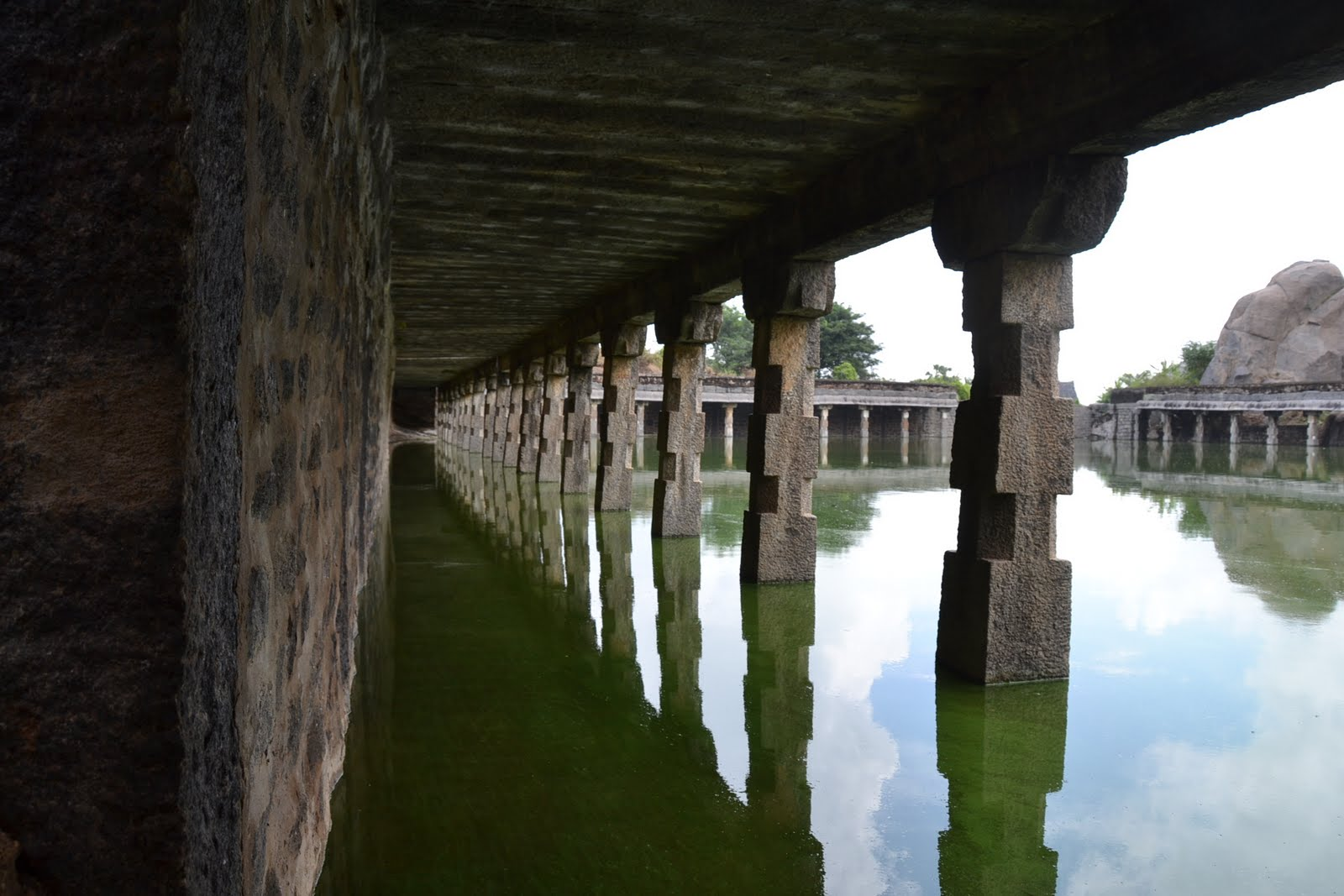
Colonnade autour du grand bassin ou tank du Fort.
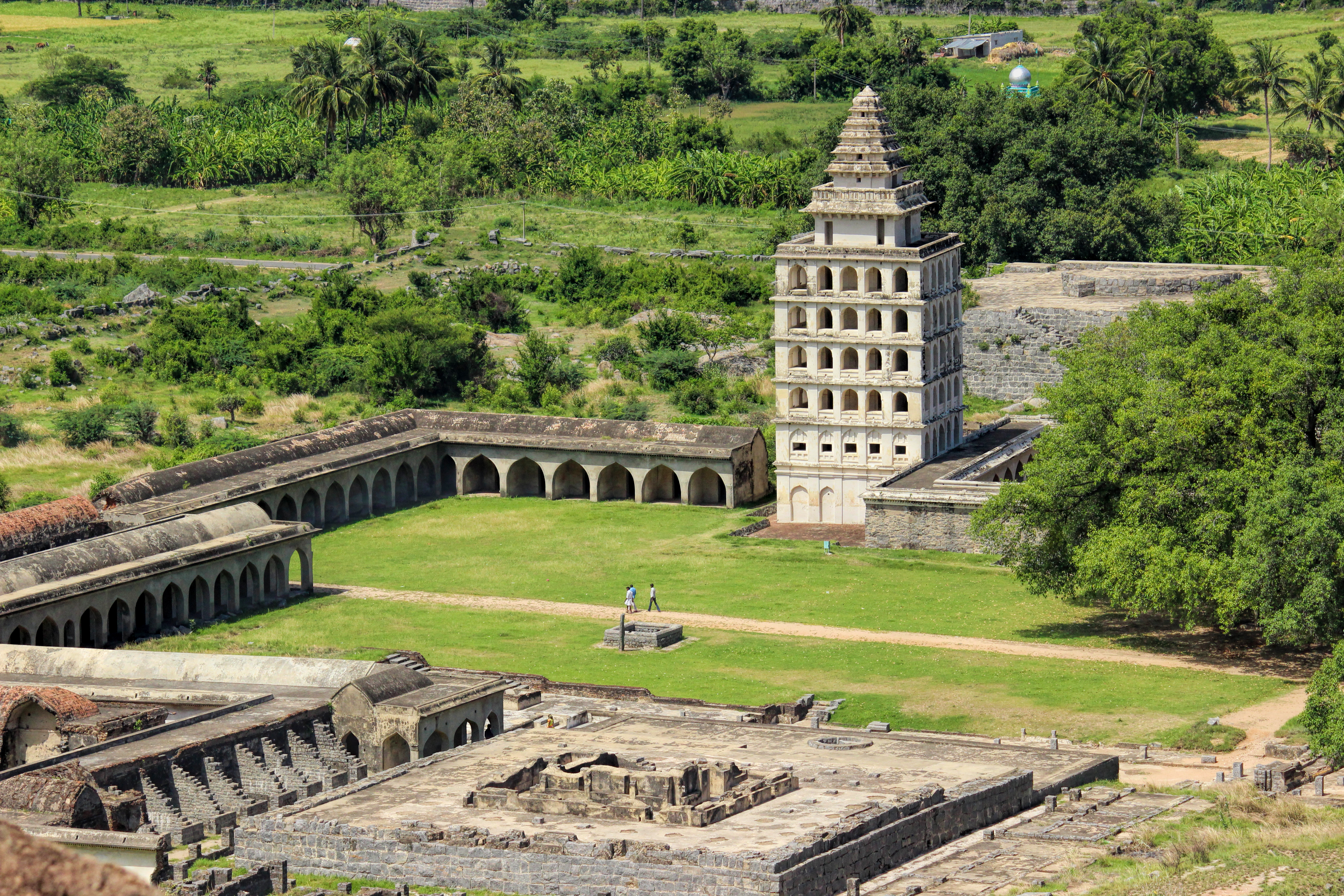
Kalyana Mahal vu depuis la colline Rajagiri.
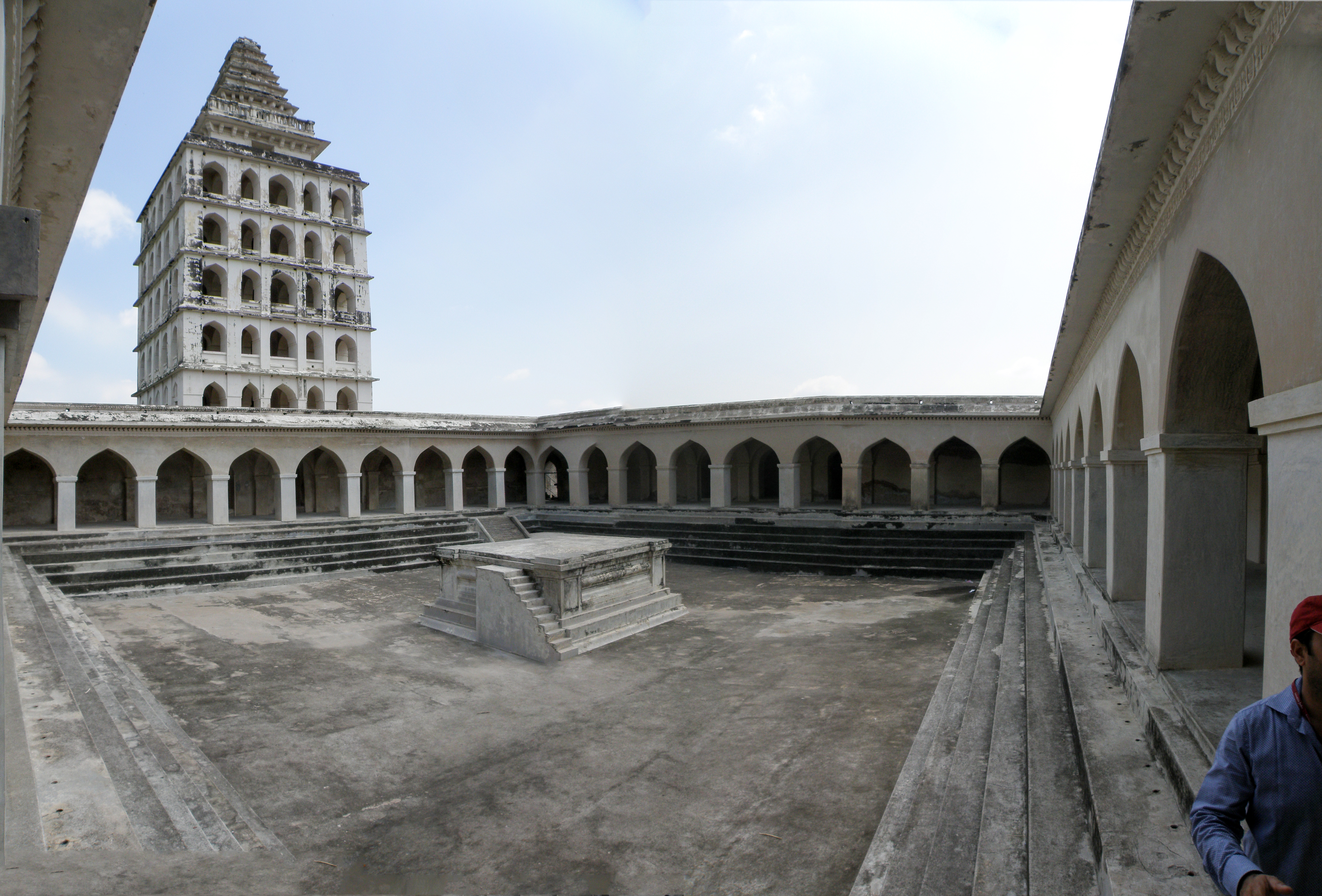
Une cour dans le palais Kalyana Mahal.
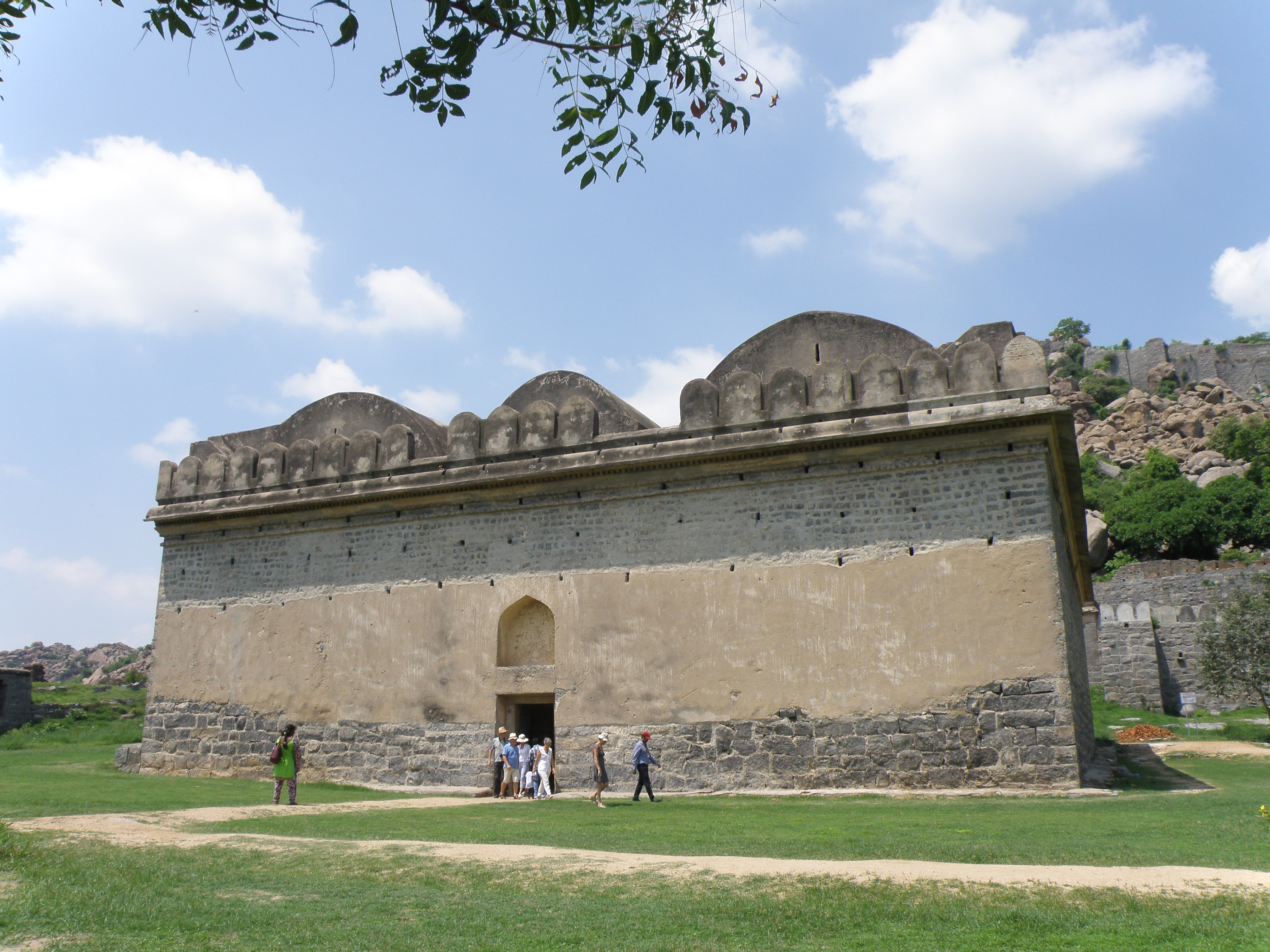
Magasin pour les vivres.
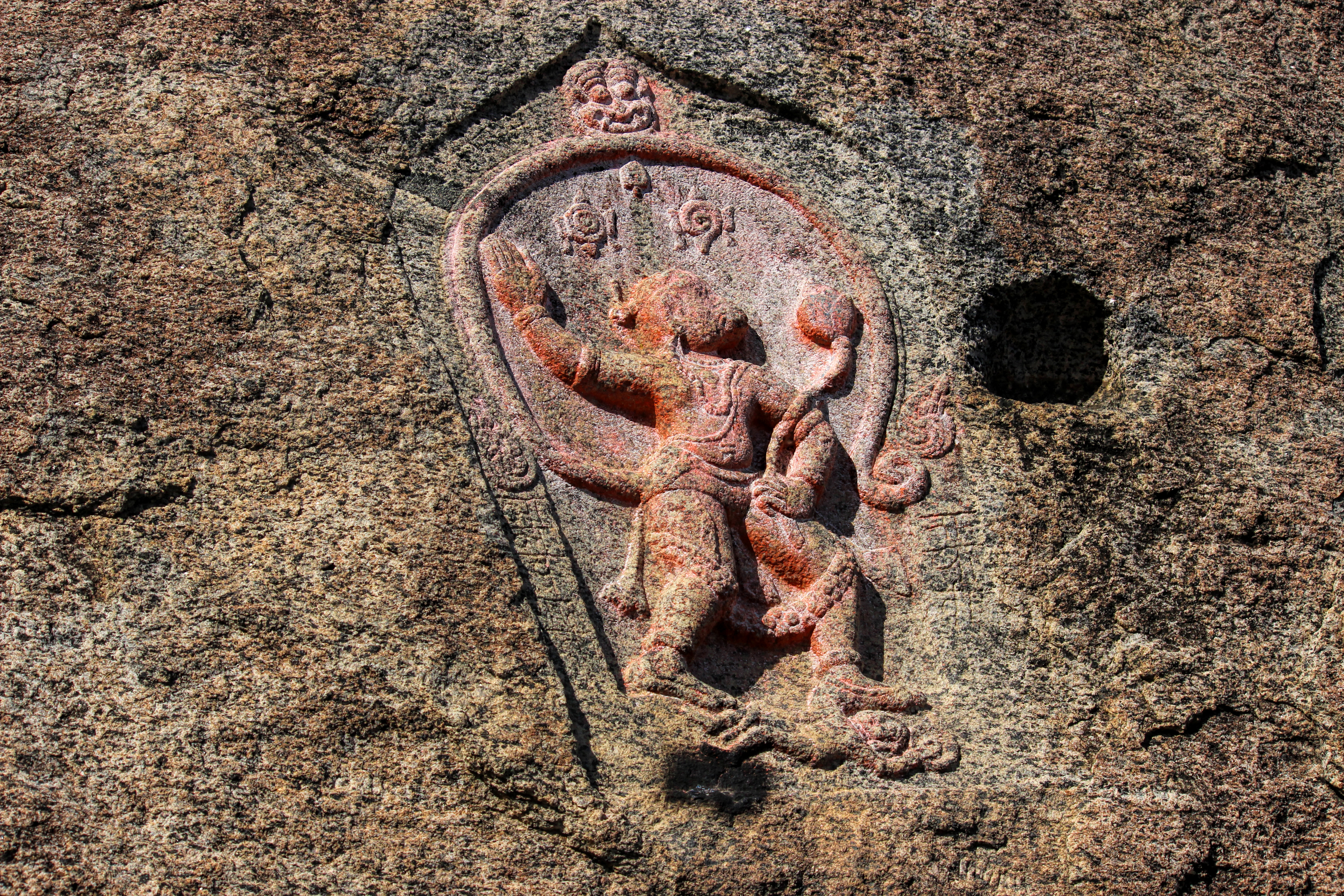
Sculpture d'Hanumān ou Anjaneya.
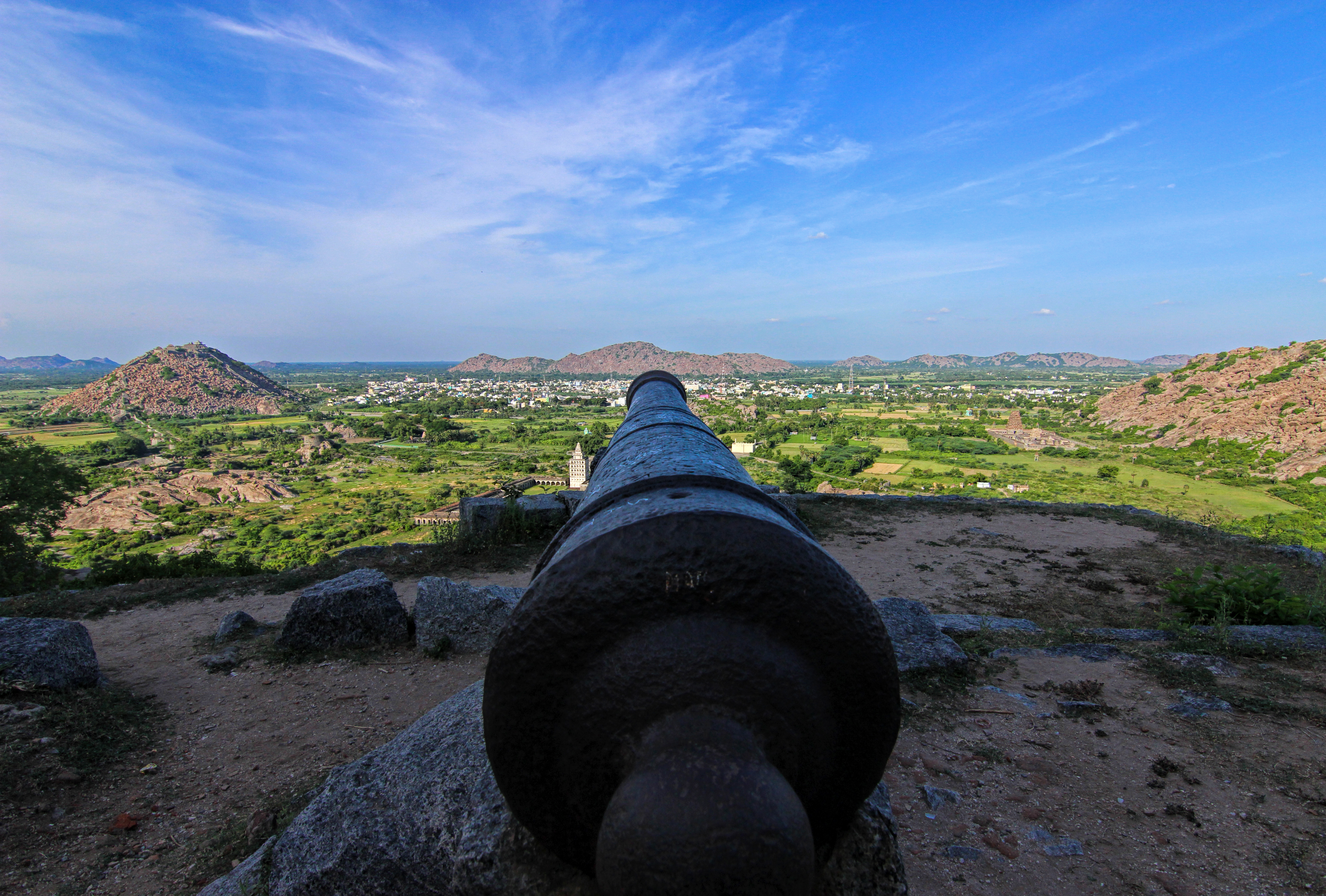
Canon.
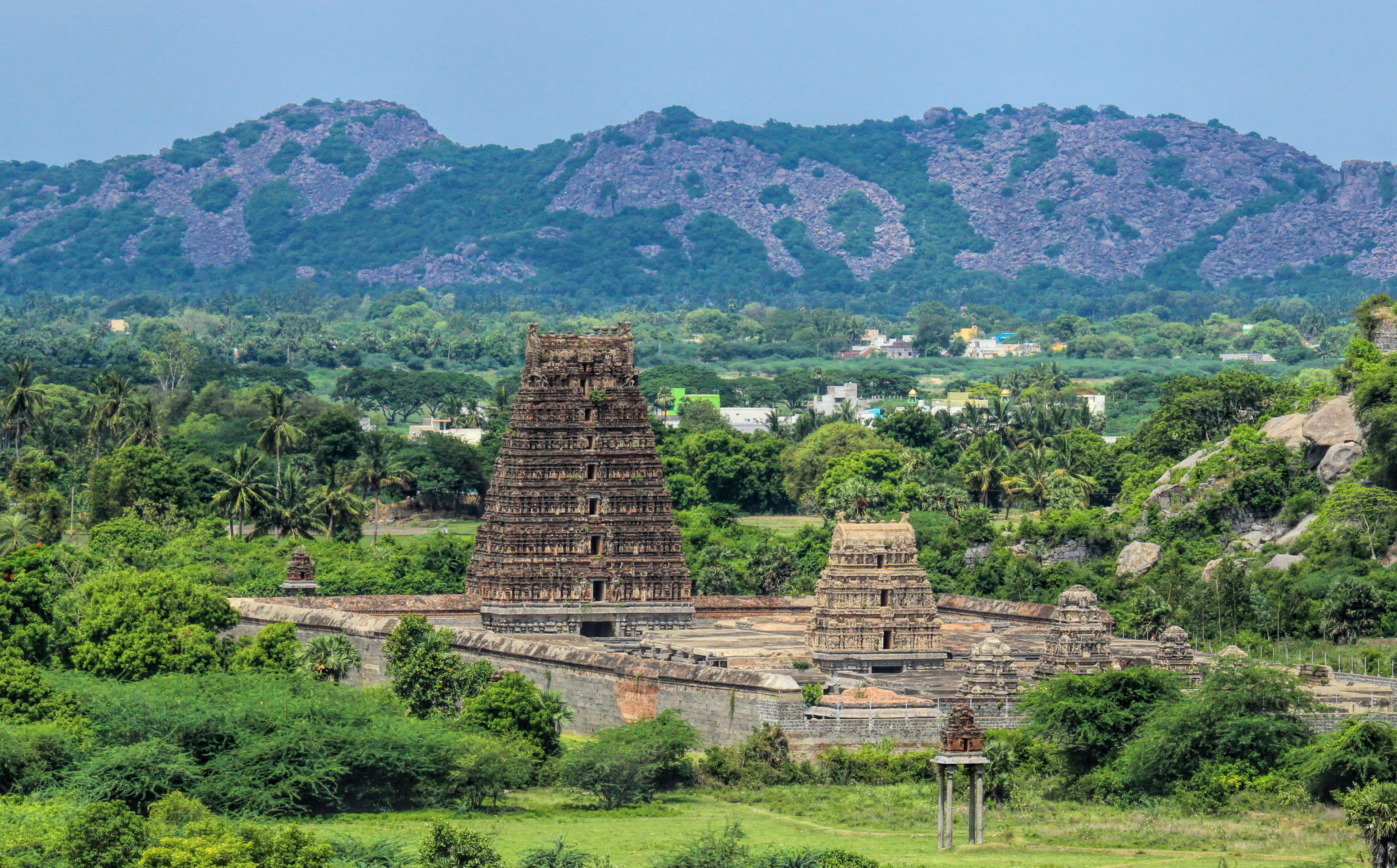
Temple de Venkataramana (Vishnou).
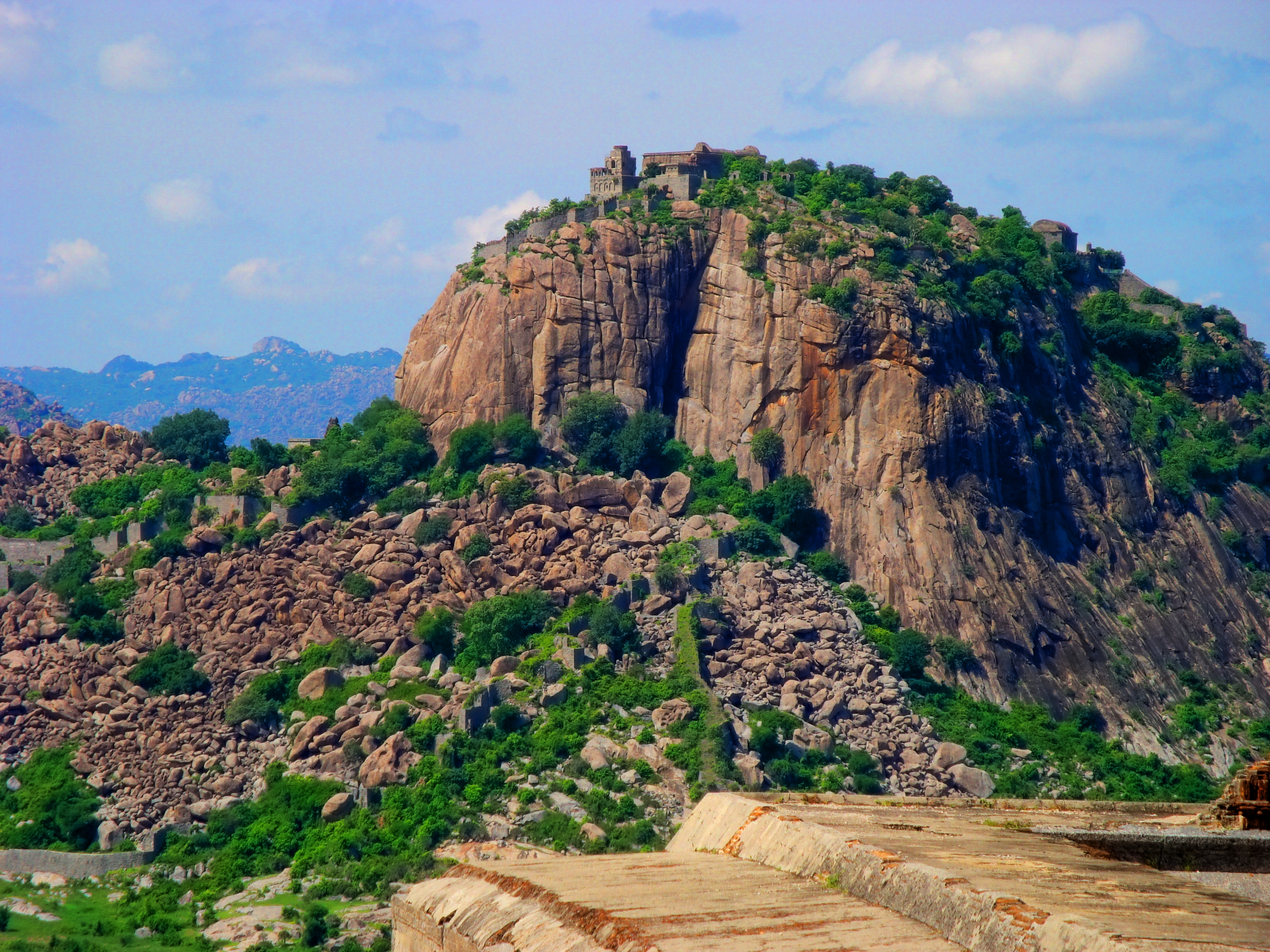
Vue sur le fort de Rajagiri.
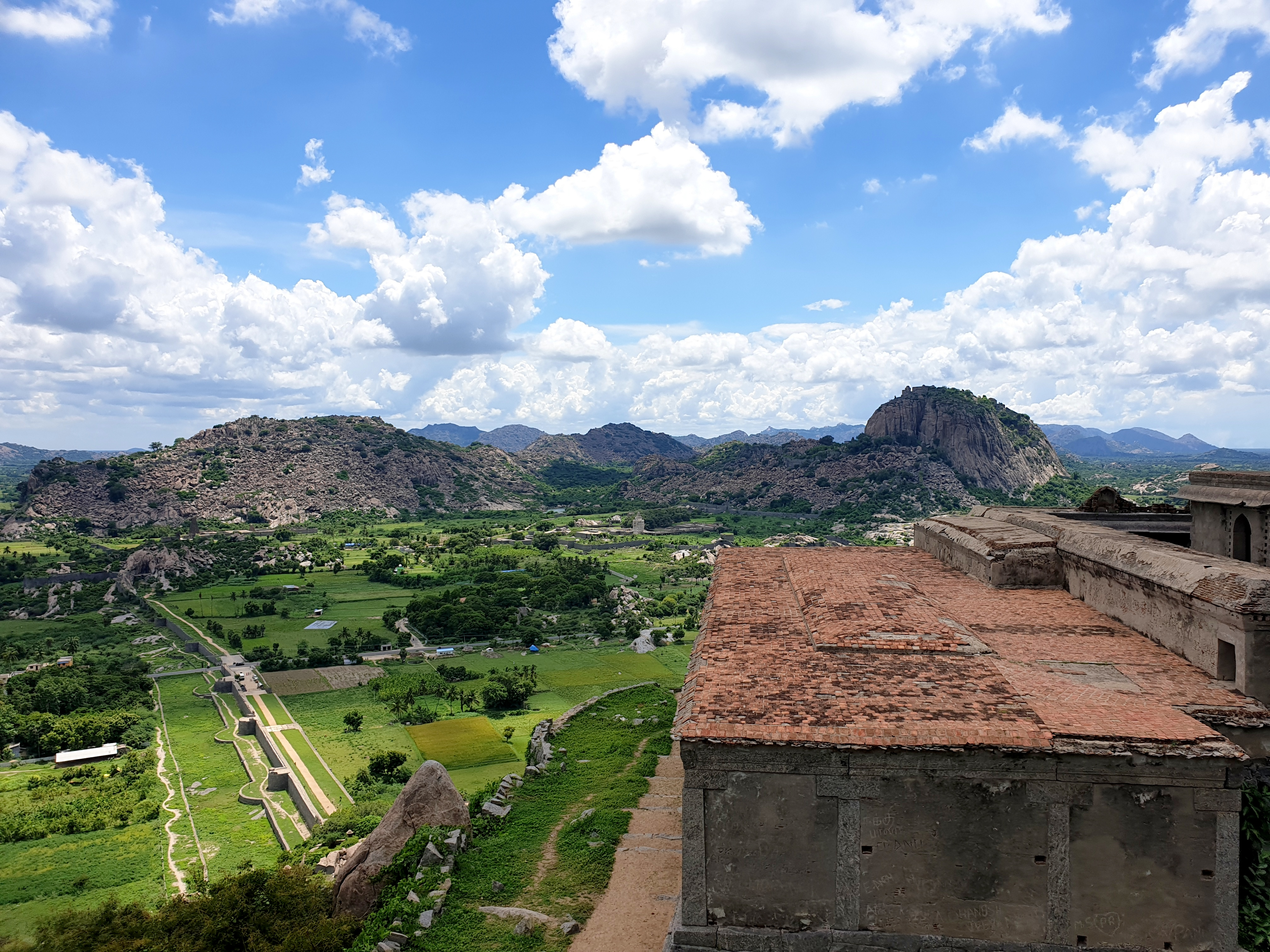
Vue depuis le fort de Krishnagiri.
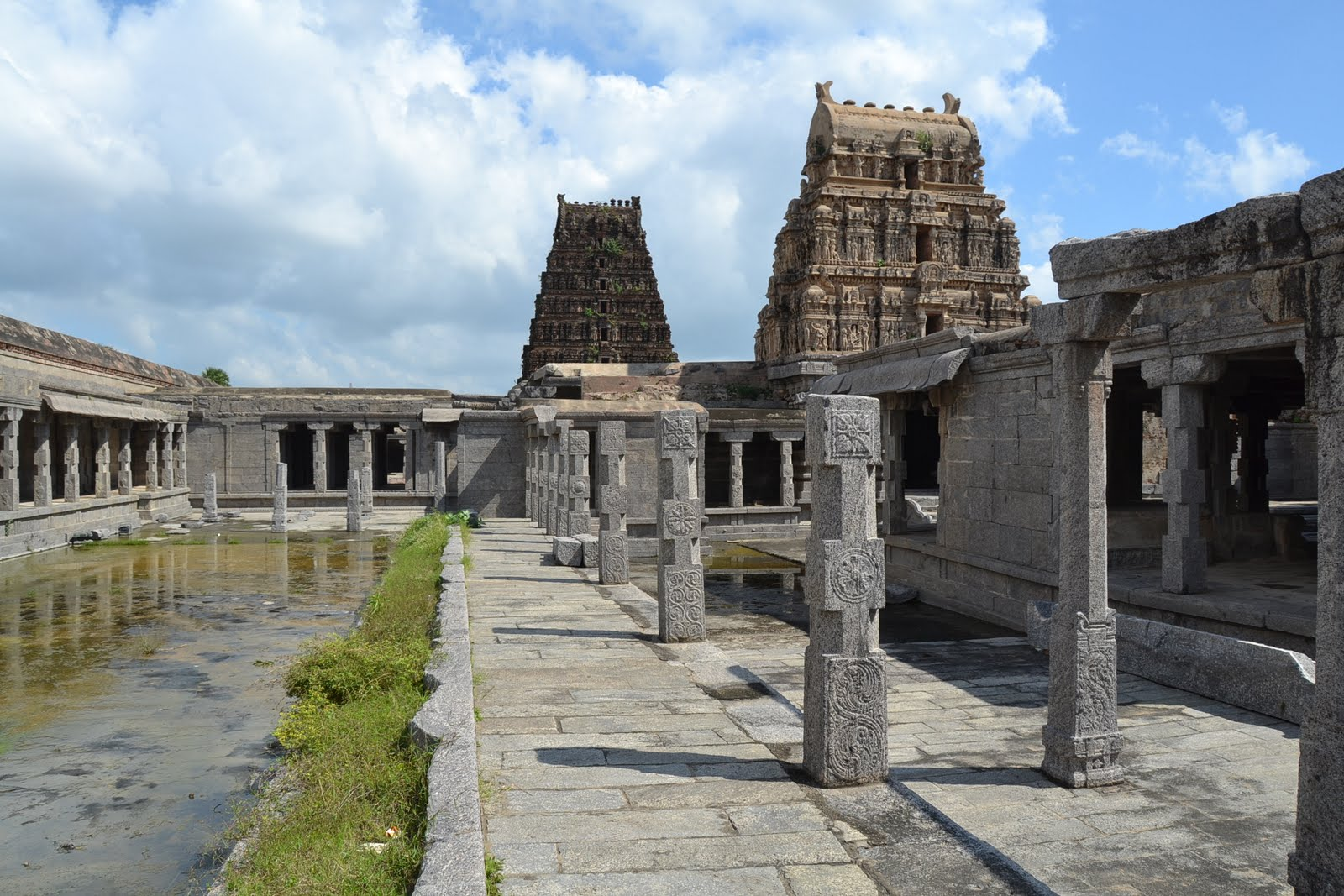
Le temple de Rajagopalaswamy (Krishna).
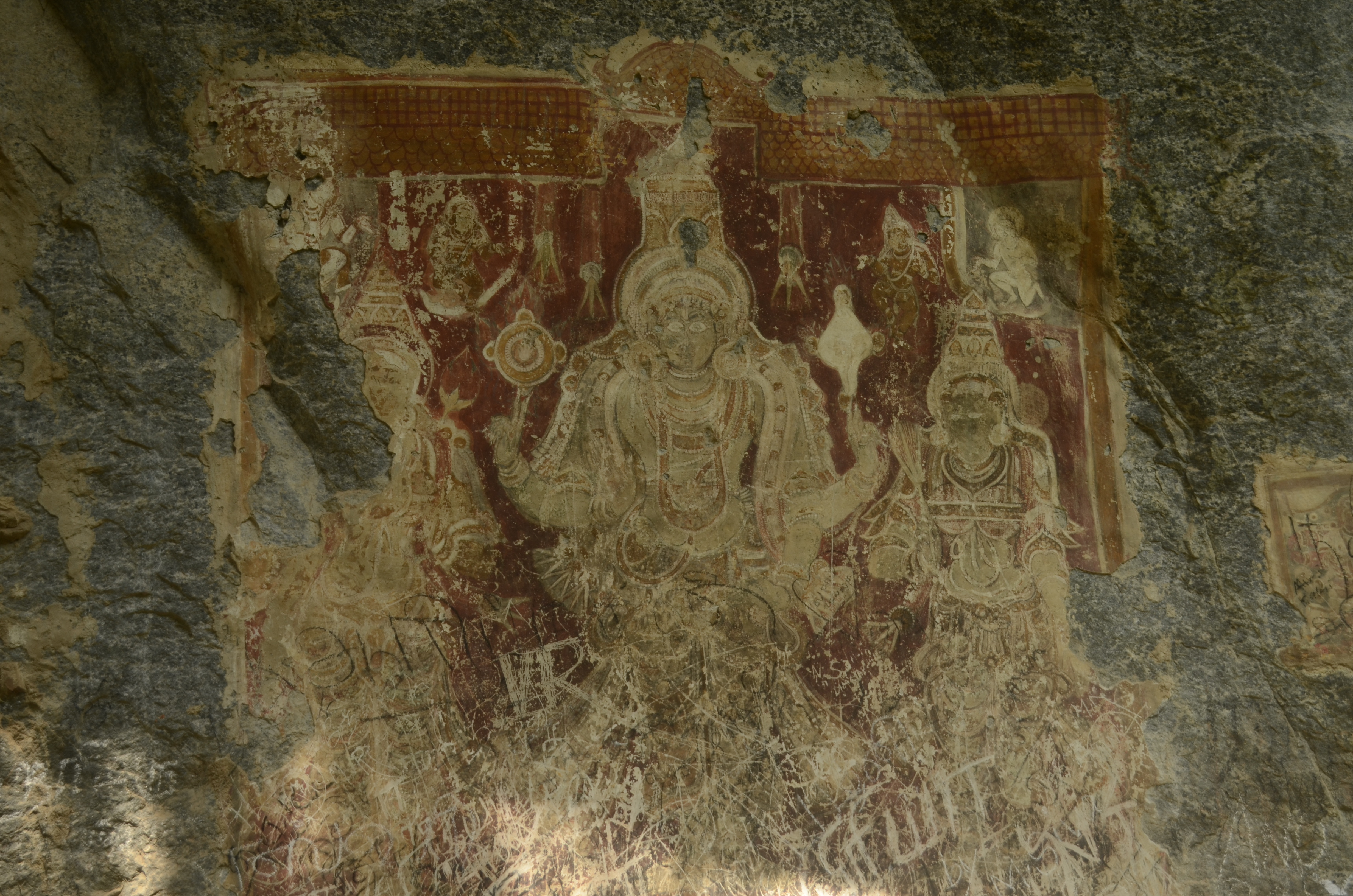
Peinture murale subsistante d'une fresque, derrière le temple de Kamalakanni Amman (Devi).
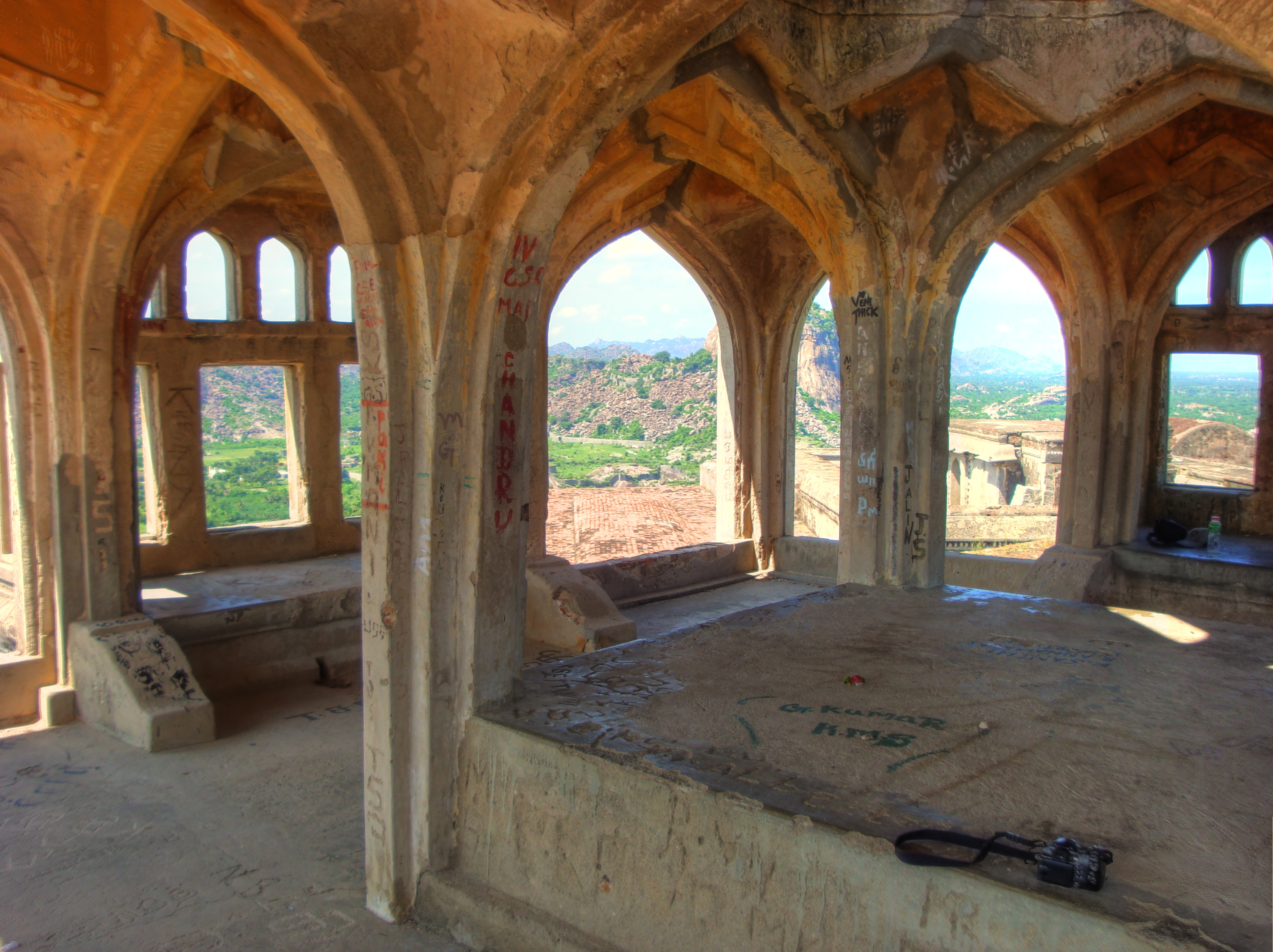
Intérieur de la mosquée, au sein du fort de la Reine ou fort de Krishnagiri.
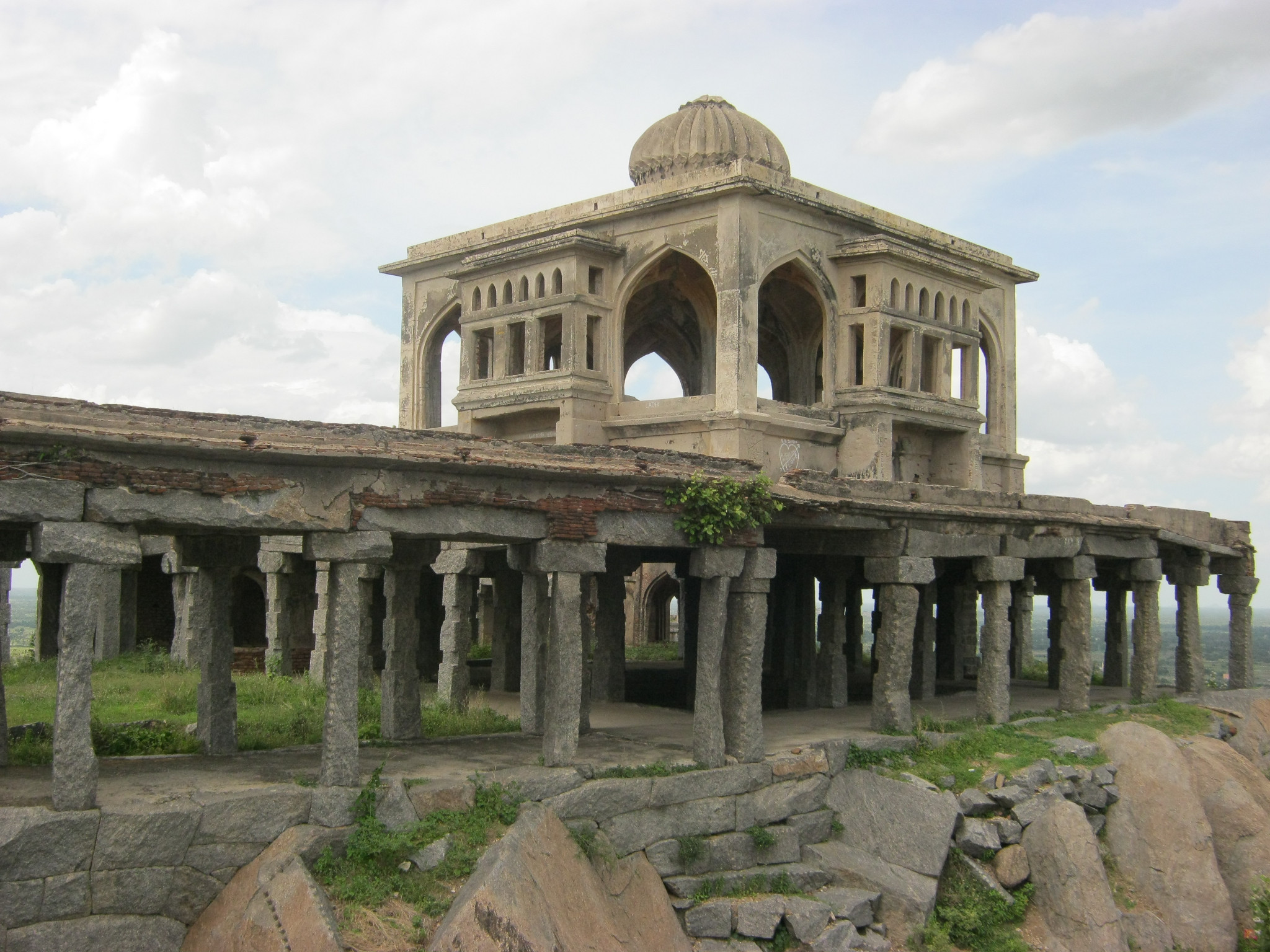
Salle d'audience (darbâr) du Fort de Krishnagiri.
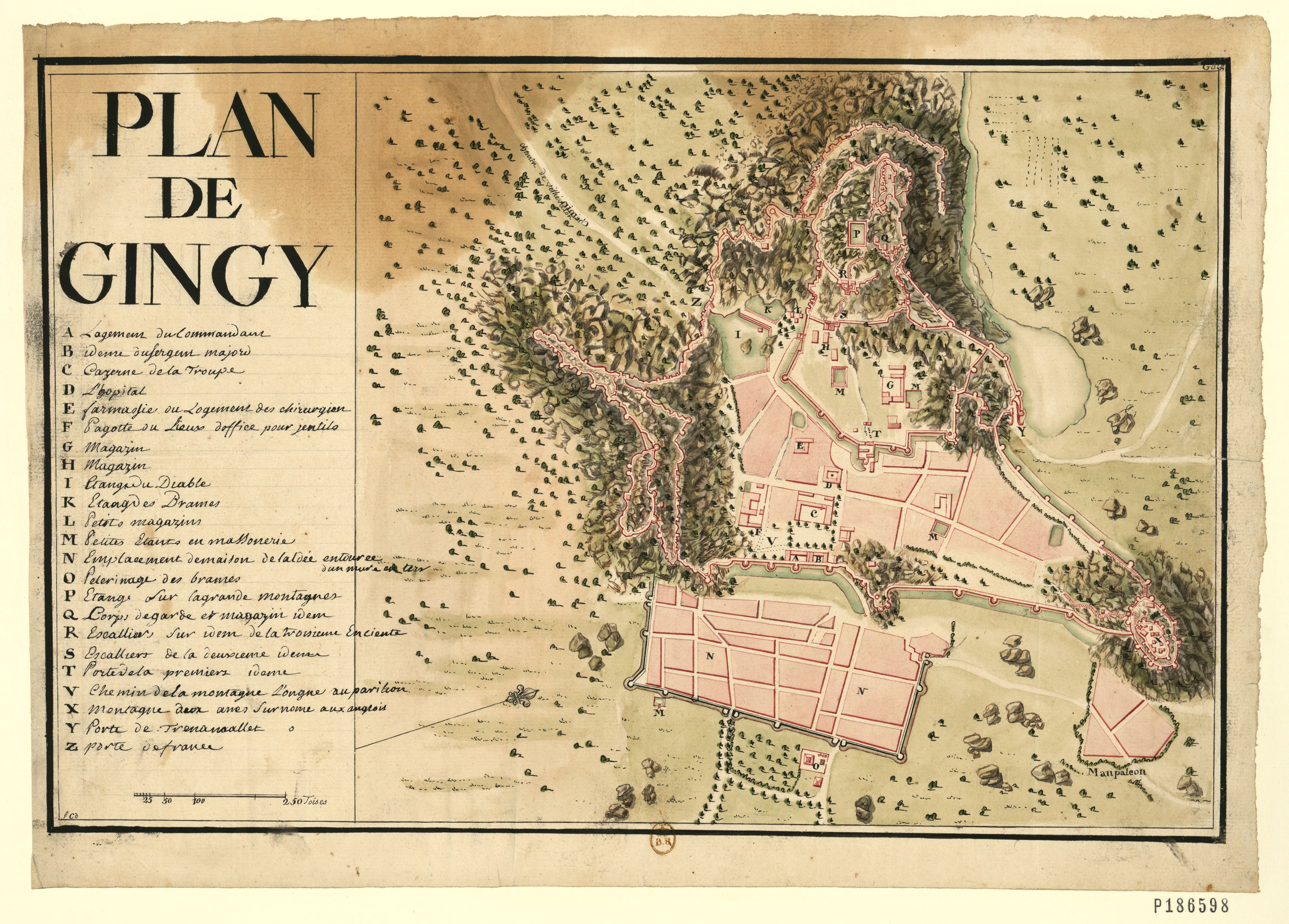
Plan de Gingy établi au XVIIe siècle. Conservé à la Bibliothèque nationale de France, Paris.
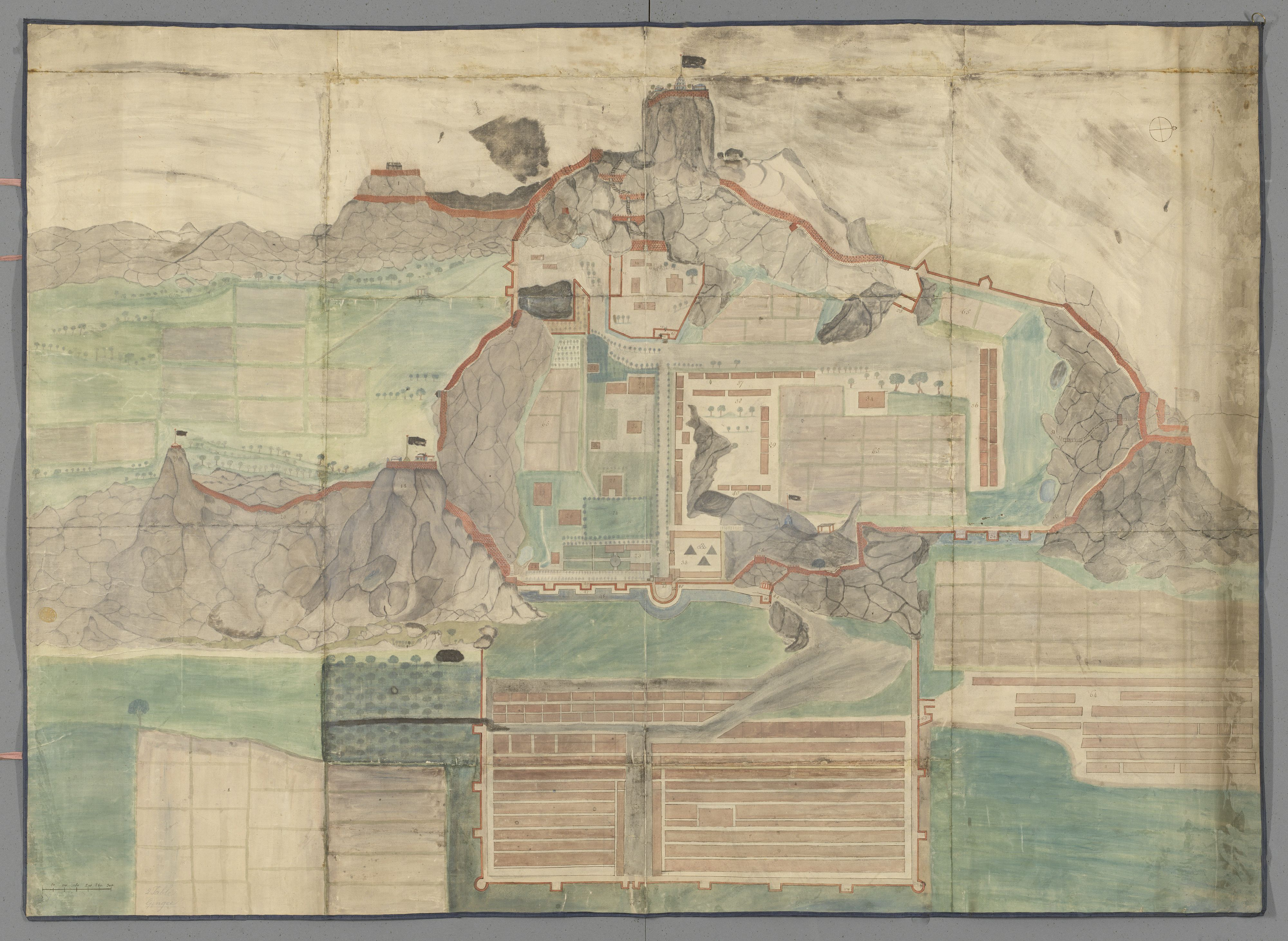
Plan du complexe de Gingee réalisé vers 1761, ayant appartenu à George III de Grande-Bretagne.